# フェリーくるしま
フェリーくるしまは、石崎汽船グループの松山・小倉フェリーが運航していたフェリー。

## 概要
くるしま丸の代船として来島どっく大西工場で建造され、1987年4月27日に就航した。
2009年11月1日、関西汽船の営業譲渡により、フェリーさんふらわあによる運航となる。
2013年4月1日、フェリーさんふらわあの松山 - 小倉航路撤退により、石崎汽船の完全子会社として設立された松山・小倉フェリーへ航路とともに継承される。
2019年2月のドック入り時には大規模リニューアルを実施、塗色を白地に「ISHIZAKI」のロゴが入ったカラーリングに改め1等室の2人定員化や2等室の1人あたりスペースの拡大などを行った。
2025年7月1日の航路廃止と共に引退した。

### 航路
- 松山観光港 - 小倉港（浅野岸壁）

フェリーはやとも2と本船で1日1往復を運航する。通常は夜行便のみだが、ドック期間中は片道を昼行便として1隻で往復する臨時ダイヤとなる。2003年まで小倉港は砂津岸壁を発着していた。2024年7月1日にフェリーはやとも2が引退したことにより、同日から運航最終日まで本船のみで1日おきの隔日運航となっていた。

## 設計
船体は4層構造で船橋楼甲板、客室甲板、2層の車両甲板を有し、上部からA - D甲板と呼称されている。A甲板は操舵室、乗組員区画および旅客区画、B甲板が旅客区画、D・C甲板が車両甲板となっている。船首および船尾にランプウェイを装備しており、車両甲板間は船内スロープで連絡されている。

## 船内

### 船室
2019年の大規模リニューアルにて、6人定員の1等室の2分割、ドライバールーム・2等寝台へのコンセント取り付け、2等大部屋・寝台の毛布から布団への更新などを実施。
| クラス   | 部屋数         | 定員 | 設備                                                 |
| -------- | -------------- | ---- | ---------------------------------------------------- |
| 特等A    | 2名            |      | ツインベッド・バス・トイレ・洗面台・テレビ・冷蔵庫付 |
| 特等B    | 4名            |      | 2段ベッド・洗面台・テレビ付                          |
| 一等     | 2名（当初6名） |      | 2段ベッド、洗面台・テレビ付                          |
| 2等寝台D | 8名            |      | 2段ベッド                                            |
| 2等      |                |      |                                                      |

### 設備
2019年リニューアルにて白を基調としたデザインに変更。
パブリックスペース
- エントランス
- 案内所

供食・物販設備
- 売店
- 自動販売機

入浴設備
- 大浴場

過去の設備
2019年リニューアル時に廃止。
- 軽食堂[2]
- ゲームコーナー - 休憩スペースに転用[2]。

## 事故・インシデント
2003年8月26日、20時40分、松山港に接岸中の本船で、シャーシの積み込み作業を行っていた甲板員1名が車両に挟まれ死亡した。事故原因は、ヘッド切り離し前のシャーシの後部を通行したためとされたが、車両誘導時の安全措置が不十分だったこと、運航管理者の運航管理が不十分だったことも原因とされた。